# Selección de fútbol sala de Brunéi
La Selección de fútbol sala de Brunéi es el equipo que representa al país en el Mundial de Fútbol Sala, en el campeonato Asiático de Futsal y en otros torneos de la especialidad; y es controlado por la Asociación de Fútbol de Brunei Darussalam.

## Estadísticas

### Copa Mundial de Futsal FIFA
| Copa Mundial de fútbol sala de la FIFA | Copa Mundial de fútbol sala de la FIFA | Copa Mundial de fútbol sala de la FIFA | Copa Mundial de fútbol sala de la FIFA | Copa Mundial de fútbol sala de la FIFA | Copa Mundial de fútbol sala de la FIFA | Copa Mundial de fútbol sala de la FIFA | Copa Mundial de fútbol sala de la FIFA |
| Año                                    | Ronda                                  | J                                      | G                                      | E                                      | P                                      | GF                                     | GC                                     |
| -------------------------------------- | -------------------------------------- | -------------------------------------- | -------------------------------------- | -------------------------------------- | -------------------------------------- | -------------------------------------- | -------------------------------------- |
| 1989 - 2004                            | No participó                           | No participó                           | No participó                           | No participó                           | No participó                           | No participó                           | No participó                           |
| 2008                                   | No clasificó                           | No clasificó                           | No clasificó                           | No clasificó                           | No clasificó                           | No clasificó                           | No clasificó                           |
| 2012                                   | No participó                           | No participó                           | No participó                           | No participó                           | No participó                           | No participó                           | No participó                           |
| 2016                                   | No clasificó                           | No clasificó                           | No clasificó                           | No clasificó                           | No clasificó                           | No clasificó                           | No clasificó                           |
| 2021                                   | No participó                           | No participó                           | No participó                           | No participó                           | No participó                           | No participó                           | No participó                           |
| Total                                  | 0/9                                    | -                                      | -                                      | -                                      | -                                      | -                                      | -                                      |

### Copa Asiática de Futsal de la AFC
| Copa Asiática de Futsal de la AFC | Copa Asiática de Futsal de la AFC | Copa Asiática de Futsal de la AFC | Copa Asiática de Futsal de la AFC | Copa Asiática de Futsal de la AFC | Copa Asiática de Futsal de la AFC | Copa Asiática de Futsal de la AFC | Copa Asiática de Futsal de la AFC |
| Año                               | Ronda                             | J                                 | G                                 | E                                 | P                                 | GF                                | GC                                |
| --------------------------------- | --------------------------------- | --------------------------------- | --------------------------------- | --------------------------------- | --------------------------------- | --------------------------------- | --------------------------------- |
| 1999 - 2001                       | No participó                      | No participó                      | No participó                      | No participó                      | No participó                      | No participó                      | No participó                      |
| 2002                              | Fase de grupos                    | 4                                 | 0                                 | 0                                 | 4                                 | 7                                 | 53                                |
| 2003                              | Se retiró                         | Se retiró                         | Se retiró                         | Se retiró                         | Se retiró                         | Se retiró                         | Se retiró                         |
| 2004                              | No participó                      | No participó                      | No participó                      | No participó                      | No participó                      | No participó                      | No participó                      |
| 2005                              | No participó                      | No participó                      | No participó                      | No participó                      | No participó                      | No participó                      | No participó                      |
| 2006                              | No participó                      | No participó                      | No participó                      | No participó                      | No participó                      | No participó                      | No participó                      |
| 2007                              | No participó                      | No participó                      | No participó                      | No participó                      | No participó                      | No participó                      | No participó                      |
| 2008                              | No clasificó                      | No clasificó                      | No clasificó                      | No clasificó                      | No clasificó                      | No clasificó                      | No clasificó                      |
| 2010                              | No participó                      | No participó                      | No participó                      | No participó                      | No participó                      | No participó                      | No participó                      |
| 2012                              | No participó                      | No participó                      | No participó                      | No participó                      | No participó                      | No participó                      | No participó                      |
| 2014                              | No clasificó                      | No clasificó                      | No clasificó                      | No clasificó                      | No clasificó                      | No clasificó                      | No clasificó                      |
| 2016                              | No clasificó                      | No clasificó                      | No clasificó                      | No clasificó                      | No clasificó                      | No clasificó                      | No clasificó                      |
| 2018                              | No clasificó                      | No clasificó                      | No clasificó                      | No clasificó                      | No clasificó                      | No clasificó                      | No clasificó                      |
| 2022                              | No clasificó                      | No clasificó                      | No clasificó                      | No clasificó                      | No clasificó                      | No clasificó                      | No clasificó                      |
| Total                             | 1/16                              | 4                                 | 0                                 | 0                                 | 4                                 | 7                                 | 53                                |

### Campeonato de la AFF
| AFF Futsal Championship Record | AFF Futsal Championship Record | AFF Futsal Championship Record | AFF Futsal Championship Record | AFF Futsal Championship Record | AFF Futsal Championship Record | AFF Futsal Championship Record | AFF Futsal Championship Record |
| Año                            | Ronda                          | J                              | G                              | E                              | P                              | GF                             | GC                             |
| ------------------------------ | ------------------------------ | ------------------------------ | ------------------------------ | ------------------------------ | ------------------------------ | ------------------------------ | ------------------------------ |
| 2001                           | 4º Lugar                       | 4                              | 1                              | 0                              | 3                              | 15                             | 29                             |
| 2003                           | Fase de grupos                 | 5                              | 1                              | 0                              | 4                              | 19                             | 33                             |
| 2005                           | 4º Lugar                       | 6                              | 3                              | 1                              | 2                              | 18                             | 28                             |
| 2006                           | Fase de grupos                 | 2                              | 0                              | 0                              | 2                              | 2                              | 15                             |
| 2007                           | Fase de grupos                 | 4                              | 0                              | 0                              | 4                              | 7                              | 41                             |
| 2008                           | 4º Lugar                       | 5                              | 1                              | 0                              | 4                              | 14                             | 29                             |
| 2009                           | No participó                   | No participó                   | No participó                   | No participó                   | No participó                   | No participó                   | No participó                   |
| 2010                           | No participó                   | No participó                   | No participó                   | No participó                   | No participó                   | No participó                   | No participó                   |
| 2012                           | Fase de grupos                 | 4                              | 1                              | 0                              | 3                              | 13                             | 43                             |
| 2013                           | Fase de grupos                 | 4                              | 0                              | 0                              | 4                              | 10                             | 25                             |
| 2014                           | Fase de grupos                 | 4                              | 0                              | 0                              | 4                              | 2                              | 36                             |
| 2015                           | Fase de grupos                 | 4                              | 1                              | 0                              | 3                              | 10                             | 27                             |
| 2016                           | Clasificado                    | Clasificado                    | Clasificado                    | Clasificado                    | Clasificado                    | Clasificado                    | Clasificado                    |
| Total                          | 10/13                          | 42                             | 8                              | 1                              | 33                             | 110                            | 306                            |